# Лопырёва, Виктория Петровна
Викто́рия Петро́вна Лопырёва (род. 26 июля 1983, Ростов-на-Дону, СССР) — российская телеведущая на спортивных каналах, фотомодель, блогер, посол чемпионата мира по футболу 2018 года. Посол ООН в России по борьбе с дискриминацией.

## Биография
Родилась 26 июля 1983 года и выросла в Ростове-на-Дону. Мать — Ирина Лопырёва, по первому образованию журналист, в молодости была известной моделью, в настоящее время — предприниматель.
Помимо общеобразовательной Лопырёва обучалась в музыкальной школе имени Чайковского по классу фортепиано. После окончания средней школы поступила в Ростовский государственный экономический университет (РИНХ), который успешно закончила, получив специальность «управление предприятием».
Карьеру модели начала в 1999 году в «Имидж-Элит», в этом же году выиграла конкурс «Фотомодель Дона», в 2001 — «Ростовская красавица». Также в 2001 решением жюри под председательством В. Юдашкина признана лучшей моделью на фестивале моды «Золотая молния». В 2002 году она победила на конкурсе «Донбасс OPEN», а в 2003 году стала «Мисс Россия», после чего переехала в Москву. В 2005 году начала работать на центральном телевидении.

### Личная жизнь
2011—2012 года состояла в отношениях с популярным певцом Владом Топаловым.
Состояла в отношениях с российским футболистом Фёдором Смоловым, в мае 2015 года пара рассталась.
В июле 2017 года было сообщено о свадьбе Виктории и Николая Баскова, которая должна была состояться 5 октября 2017 года, однако Виктория и Николай отложили церемонию. В конце октября 2018 года в интервью «Комсомольской правде» Басков фактически признал фиктивность отношений с Лопырёвой, заявив, что с января 2018 года они практически не виделись. В этом же материале было указано, что Лопырёва находится на 5 месяце беременности.
5 февраля 2019 года родила сына, которого назвала Марк Лионель. Роды проходили в одной из клиник Майами в США. Отец ребёнка — бизнесмен Игорь Булатов, первый заместитель председателя правительства республики Коми, ранее женатый на дочери строительного магната Самвела Карапетяна.

## Карьера модели
- Финалистка конкурса «Elite Model Look — 1999»;
- Лауреат конкурса «Super Model of the World — 2000»;
- «Фотомодель Дона — 2000»;
- «Лучшая модель Юга России — 2001»;
- Мисс «Фото России — 2001»;
- «Лицо года — 2001»;
- «Фурор года — 2001»;
- «Ростовская красавица — 2001»;
- «Donbass Open — 2002»;
- «Мисс Россия — 2003».

В качестве модели неоднократно появлялась на обложках и снималась в фотосессиях для таких изданий и компаний, как Cosmopolitan, L’Oficiel, Gala, Future TV, Красота, Красота без границ, NRG, Maxim, OK!, HELLO!, e-Chat
В 2005—2006 годах Виктория Лопырёва была директором конкурса «Мисс Россия».

## Инцидент на рейсе «Аэрофлота»
26 октября 2014 года Викторию Лопырёву сняли с рейса Екатеринбург — Москва из-за отказа выключить мобильный телефон во время движения лайнера по взлётной полосе и покинуть предназначенное для другой пассажирки место, которое позволяло прикрепить к креслу люльку для безопасной перевозки младенца. Инцидент широко освещался в прессе. На дальневосточный часовой пояс был показан эпизод программы «Человек и закон» с интервью Лопыревой, по неизвестным причинам из эфира «Первого канала» на московский часовой пояс эпизод был вырезан. Также сообщается, что был подготовлен, но не показан выпуск программы «Пусть говорят» с приглашëнной в студию стюардессой, сообщившей о поведении Лопыревой командиру воздушного судна.

## Телевидение
- Ведущая конкурса «Мисс Европа» на центральных каналах Европы;
- Соведущая Льва Новожёнова в программе «Вопрос, ещё вопрос» на «НТВ» (2005)[12];
- Ведущая программы «Футбольная ночь» на телеканале «НТВ» (2008)[13];
- Участница шоу «Последний герой» на «Первом канале» (2008)[14];
- Ведущая программы «Реальный спорт» на «Post TV» (2009);
- Член жюри в шоу «ДОстояние РЕспублики» на «Первом канале»;
- Звёздный куратор в программе «Fashion академия» на телеканале «Муз-ТВ»;
- Ведущая программы «Скорая модная помощь» на канале «Муз-ТВ» (2011);
- Ведущая программы FashionChart на канале «Муз-ТВ» (2012);
- Ведущая программы «Счастье! Видеоверсия» на канале «Ю» (2012);
- Небольшая роль в шоу «Comedy Woman» на телеканале «ТНТ» (117-я серия);
- Шоу «Реальная любовь» — 2014 г.;
- Программа «Футбольная кухня» на канале НТВ-Плюс «Наш футбол» — 2014—2015 г.г.[15];
- Программа «Игры с Олимпом» на канале НТВ-Плюс «Наш футбол» (2015, совместно с Георгием Черданцевым)[16].

## Футбол

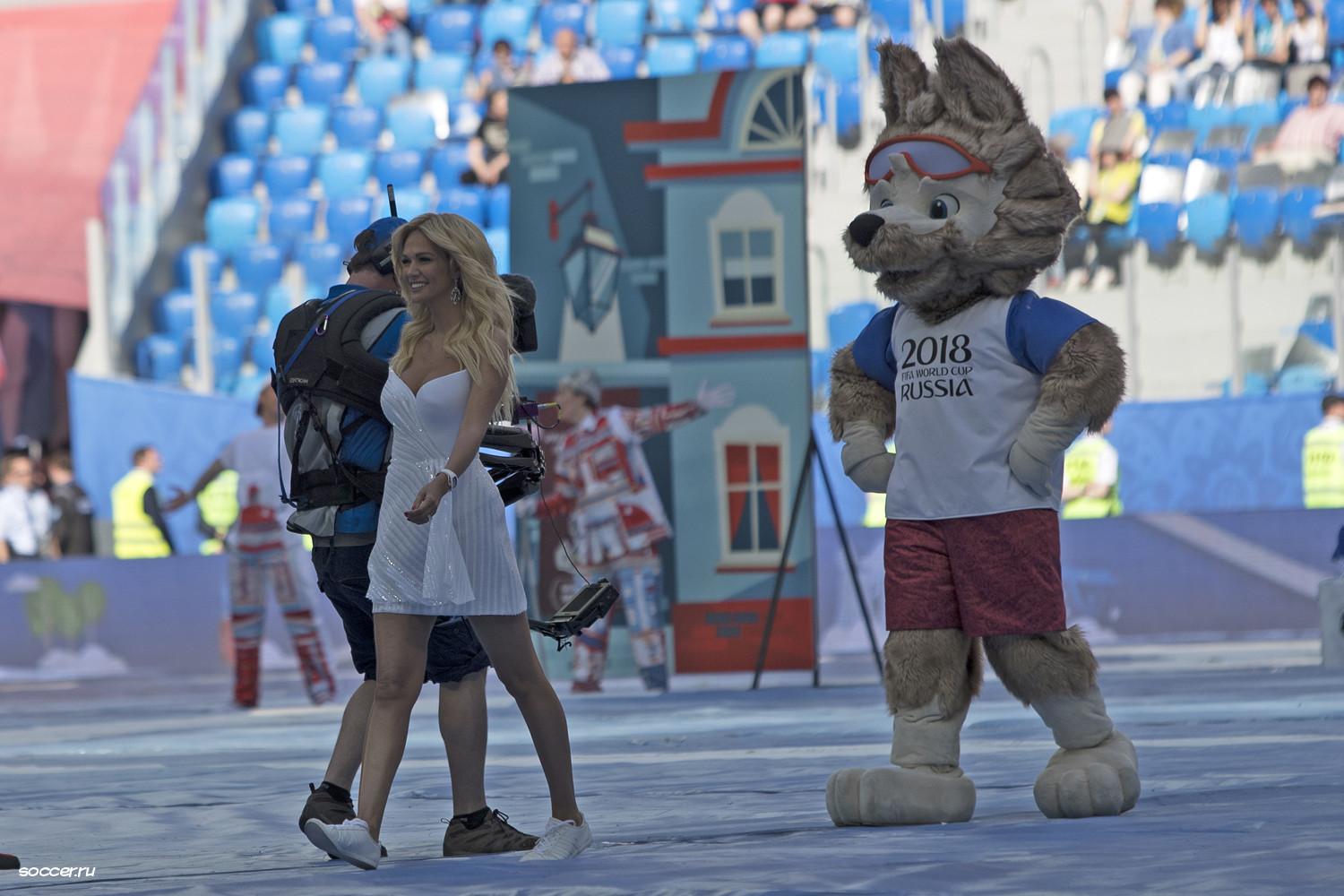
Лопырёва на церемонии открытия Кубка конфедераций 2017

Знакомство с футболом для Виктории Лопырёвой началось в 2008 году с программы «Футбольная ночь», в которую она была приглашёна в качестве соведущей Георгия Черданцева. С тех пор девушка, по её собственному признанию, всерьёз увлеклась футбольной темой и полюбила футбол.
3 июня 2015 года руководство Российской футбольной премьер-лиги (РФПЛ) подвело итоги сезона-2014/2015 и вручило премии «Премьер» футболистам, футбольным клубам и сотрудникам команд, а также представителям СМИ, внесшим наибольший вклад в развитие и популяризацию отечественного футбола. Одну из премий «Премьер» получила Лопырёва «За лучшее продвижение СОГАЗ-Чемпионат России 2014/2015».
В октябре 2015 года подписала контракт с дирекцией «Ростов-на-Дону-2018», тем самым, телеведущая стала послом донской столицы на чемпионате мира-2018. В 2016 году на церемонии жеребьёвки в Казани представила в прямом эфире мяч Кубка Конфедераций. В июне 2017 года приняла участие в церемонии открытия Кубка Конфедераций, проходившего в России.
С 2017 года является послом FIFA, принимает участие в международном трофи-туре FIFA совместно с компанией Coca-Cola. В качестве посла чемпионата приняла участие в жеребьёвке ЧМ-2018, проходившей в Кремле. Посетила с официальными визитами Англию, Францию, Аргентину, Бразилию, Марокко, Турцию, Египет.

## Благотворительность
Является соучредителем благотворительного фонда «Стирая границы», помогающего детям, пострадавшим в ходе военных конфликтов. Привлекает к участию в благотворительных мероприятиях российских футболистов и знаменитостей.
Клипы
- Дмитрия Маликов «С чистого листа», режиссёр Владимир Якименко[25].
- Timati ft. Mario Winans «Forever».
- Стен «Я тот».[26]
- Влад Топалов «Научиться без тебя дышать».
- Филипп Киркоров «Индиго»[27].
- Николай Басков — «Твои глаза маренго».
- Андрей Бандера — «Осень Московская»
- Митя Фомин — «Следуй за солнцем»

## Награды
- Титул «Мисс Россия — 2003»
  - Г-жа Виктория  Лопырёва стала единственной обладательницей короны Мисс Россия, впоследствии не передавшей её следующей победительнице[источник не указан 233 дня][кому?].
- «Самая стильная телеведущая года» (в 2009 г., по версии World Fashion Channel) — за стильное проведение ряда телевизионных проектов[28];
- Медаль «За доблестный труд» (26 июня 2009 года, ЮВАО г. Москвы) — за заслуги в сфере популяризации патриотизма, культуры и спорта среди молодёжи России[29];
- Медаль «За интернациональную работу с молодёжью» (25 июня 2014 года, РМА) — за заслуги по интернациональной работе с молодёжью в информационном пространстве[30].